# Hyperproteinämie
Hyperproteinämie bedeutet, dass sich zu viel Proteine im Blut befinden. Der Normalwert für das Gesamtprotein im Blut wird mit 60 und 84 g pro Liter Blutplasma angegeben.
Die Erhöhung des Proteingehalts im Blut kann ein Symptom verschiedener Erkrankungen sein, z. B. chronischer Entzündungen, Leberzirrhose, Pilzerkrankungen und Tumorerkrankungen.
Wenn sie als Begleiterscheinung von Flüssigkeitsmangel auftaucht, verschwinden bei ausreichender Flüssigkeitszufuhr die dann Pseudohyperprotoeinämie genannten Symptome.